# André Gomes
André Filipe Tavares Gomes, noto semplicemente come André Gomes (Porto, 30 luglio 1993), è un calciatore portoghese, centrocampista del Lilla. Con la nazionale portoghese si è laureato campione d'Europa nel 2016.

## Caratteristiche tecniche
Abile con entrambi i piedi, è un centrocampista moderno box-to-box dalla impostazione classica completo in ogni suo aspetto; molto forte fisicamente e rapido nei movimenti sullo stretto, è dotato di un'ottima tecnica individuale e di un buon tiro dalla lunga distanza. Bravo nel tempismo degli inserimenti senza palla, sa svolgere entrambe le fasi offensiva e difensiva.

## Carriera

### Club
Comincia la carriera calcistica, militando nelle giovanili di Porto e Boavista. Nel 2011 viene acquistato dal Benfica per cinquantamila euro. Esordisce il 28 luglio 2012 in una amichevole contro il Gil Vicente e trascorre la sua prima stagione sia con la squadra delle riserve (militante in seconda divisione), sia in prima squadra. Segna il suo primo gol con il Benfica B contro il Braga B, nella partita terminata 2-2. Nel corso della stagione 2012-2013 gioca anche 2 partite in Champions League e 3 partite, tutte da titolare, in Europa League, competizione nella quale la sua squadra arriva in finale e perde contro il Chelsea. L'anno seguente disputa 2 partite in Champions League e 6 partite in Europa League, senza mai segnare.
Il 16 luglio 2014 passa in prestito al Valencia. Termina la prima stagione con 37 presenze (tra campionato e coppa) e 4 reti. Il 12 giugno dell'anno successivo, dopo un'ottima annata, viene riscattato dal club spagnolo, con cui firma un contratto fino al 30 giugno 2020.
Il 21 luglio 2016 viene reso noto il suo acquisto da parte del Barcellona. L'accordo è trovato per circa 35 milioni più 20 di bonus legati al raggiungimento di determinati traguardi sportivi. Il 17 agosto 2016 esordisce con i catalani giocando la partita di Supercoppa di Spagna contro il Siviglia, vinta per 3-0 grazie anche al suo coinvolgimento nelle azioni di due dei tre gol. Il 19 marzo 2017 segna il primo gol con la maglia del Barcellona, nella partita vinta per 4-2 in casa contro il Valencia, suo ex club. Nella finale di Coppa di Spagna, vinta per 3-1 contro l'Alavés, subentra e fornisce l'assist per il secondo gol del match, quello di Neymar. Trova poco spazio in squadra anche nella stagione 2017-2018, in cui colleziona solo 12 presenze in campionato.
Il 9 agosto 2018 si trasferisce in prestito all'Everton per un anno, in cambio di 2,2 milioni di euro. Il 2 febbraio 2019 segna la sua prima rete in Premier League, nella partita interna persa per 3-1 contro il Wolverhampton. Nel giugno successivo, viene riscattato dai Toffees per 25 milioni di euro, firmando con la società inglese un nuovo contratto della durata di cinque anni.
Il 3 novembre 2019, durante la partita di campionato tra Everton e Tottenham, riporta al minuto 79º una frattura scomposta alla gamba e alla caviglia destra, in seguito ad un intervento del calciatore sudcoreano Son Heung-min.
Il 1º settembre 2022 viene ceduto in prestito al Lilla.
A fine prestito fa ritorno all'Everton, in cui milita per un'altra stagione (trovando poco spazio) per poi lasciare il club al termine del contratto.
Il 6 settembre 2024 fa ritorno al Lilla.

### Nazionale
Ha giocato con le rappresentative giovanili dall'Under-17 all'Under-21, giocando anche l'Europeo Under-19 2012.
Il 6 febbraio 2013 ha ricevuto la sua prima convocazione in nazionale maggiore, per un'amichevole contro l'Ecuador. Viene convocato per gli Europei 2016 in Francia. Il 10 luglio si laurea campione d'Europa dopo la vittoria in finale sulla Francia padrona di casa per 1-0, ottenuta grazie al goal decisivo di Éder durante i tempi supplementari.

## Statistiche

### Presenze e reti nei club
Statistiche aggiornate al 26 ottobre 2024.
| Stagione          | Squadra           | Campionato        | Campionato | Campionato | Coppe nazionali | Coppe nazionali | Coppe nazionali | Coppe continentali | Coppe continentali | Coppe continentali | Altre coppe | Altre coppe | Altre coppe | Totale | Totale |
| Stagione          | Squadra           | Comp              | Pres       | Reti       | Comp            | Pres            | Reti            | Comp               | Pres               | Reti               | Comp        | Pres        | Reti        | Pres   | Reti   |
| ----------------- | ----------------- | ----------------- | ---------- | ---------- | --------------- | --------------- | --------------- | ------------------ | ------------------ | ------------------ | ----------- | ----------- | ----------- | ------ | ------ |
| 2012-2013         | Benfica B         | SL                | 9          | 3          | -               | -               | -               | -                  | -                  | -                  | -           | -           | -           | 9      | 3      |
| 2013-2014         | Benfica B         | SL                | 8          | 5          | -               | -               | -               | -                  | -                  | -                  | -           | -           | -           | 8      | 5      |
| Totale Benfica B  | Totale Benfica B  | Totale Benfica B  | 17         | 8          |                 |                 |                 |                    |                    |                    |             |             |             | 17     | 8      |
| 2012-2013         | Benfica           | PL                | 7          | 1          | CP+CdL          | 3+2             | 0               | UCL+UEL            | 2+3                | 0                  | -           | -           | -           | 17     | 1      |
| 2013-2014         | Benfica           | PL                | 7          | 1          | CP+CdL          | 4+3             | 1+0             | UCL+UEL            | 2+7                | 0                  | -           | -           | -           | 23     | 2      |
| Totale Benfica    | Totale Benfica    | Totale Benfica    | 14         | 2          |                 | 12              | 1               |                    | 14                 | 0                  |             | -           | -           | 40     | 3      |
| 2014-2015         | Valencia          | PD                | 33         | 4          | CR              | 4               | 0               | -                  | -                  | -                  | -           | -           | -           | 37     | 4      |
| 2015-2016         | Valencia          | PD                | 30         | 3          | CR              | 4               | 0               | UCL+UEL            | 4+3                | 1+1                | -           | -           | -           | 41     | 5      |
| Totale Valencia   | Totale Valencia   | Totale Valencia   | 63         | 7          |                 | 8               | 0               |                    | 7                  | 2                  |             | -           | -           | 78     | 9      |
| 2016-2017         | Barcellona        | PD                | 30         | 3          | CR              | 8               | 0               | UCL                | 8                  | 0                  | SS          | 1           | 0           | 47     | 3      |
| 2017-2018         | Barcellona        | PD                | 16         | 0          | CR              | 5               | 0               | UCL                | 9                  | 0                  | SS          | 1           | 0           | 31     | 0      |
| Totale Barcellona | Totale Barcellona | Totale Barcellona | 46         | 3          |                 | 13              | 0               |                    | 17                 | 0                  |             | 2           | 0           | 78     | 3      |
| 2018-2019         | Everton           | PL                | 27         | 1          | FACup+CdL       | 2+0             | 0               | -                  | -                  | -                  | -           | -           | -           | 29     | 1      |
| 2019-2020         | Everton           | PL                | 19         | 0          | FACup+CdL       | 0+1             | 0               | -                  | -                  | -                  | -           | -           | -           | 20     | 0      |
| 2020-2021         | Everton           | PL                | 28         | 0          | FACup+CdL       | 3+1             | 0               | -                  | -                  | -                  | -           | -           | -           | 32     | 0      |
| 2021-2022         | Everton           | PL                | 14         | 0          | FACup+CdL       | 3+2             | 1+0             | -                  | -                  | -                  | -           | -           | -           | 19     | 1      |
| 2022-2023         | Lilla             | L1                | 26         | 3          | CF              | 1               | 0               | -                  | -                  | -                  | -           | -           | -           | 27     | 3      |
| 2023-2024         | Everton           | PL                | 12         | 1          | FACup+CdL       | 2+0             | 1+0             | -                  | -                  | -                  | -           | -           | -           | 14     | 2      |
| Totale Everton    | Totale Everton    | Totale Everton    | 100        | 2          |                 | 14              | 2               |                    | -                  | -                  |             | -           | -           | 114    | 4      |
| 2024-2025         | Lilla             | L1                | 5          | 0          | CF              | -               | -               | UCL                | -                  | -                  | -           | -           | -           | 5      | 0      |
| Totale Lille      | Totale Lille      | Totale Lille      | 31         | 3          |                 | 1               | 0               |                    | -                  | -                  |             | -           | -           | 32     | 3      |
| Totale carriera   | Totale carriera   | Totale carriera   | 271        | 25         |                 | 48              | 3               |                    | 38                 | 2                  |             | 2           | 0           | 359    | 30     |

### Cronologia presenze e reti in nazionale
| Cronologia completa delle presenze e delle reti in nazionale ― Portogallo | Cronologia completa delle presenze e delle reti in nazionale ― Portogallo | Cronologia completa delle presenze e delle reti in nazionale ― Portogallo | Cronologia completa delle presenze e delle reti in nazionale ― Portogallo | Cronologia completa delle presenze e delle reti in nazionale ― Portogallo | Cronologia completa delle presenze e delle reti in nazionale ― Portogallo | Cronologia completa delle presenze e delle reti in nazionale ― Portogallo | Cronologia completa delle presenze e delle reti in nazionale ― Portogallo |
| Data                                                                      | Città                                                                     | In casa                                                                   | Risultato                                                                 | Ospiti                                                                    | Competizione                                                              | Reti                                                                      | Note                                                                      |
| ------------------------------------------------------------------------- | ------------------------------------------------------------------------- | ------------------------------------------------------------------------- | ------------------------------------------------------------------------- | ------------------------------------------------------------------------- | ------------------------------------------------------------------------- | ------------------------------------------------------------------------- | ------------------------------------------------------------------------- |
| 7-9-2014                                                                  | Aveiro                                                                    | Portogallo                                                                | 0 – 1                                                                     | Albania                                                                   | Qual. Euro 2016                                                           | -                                                                         |                                                                           |
| 11-10-2014                                                                | Saint-Denis                                                               | Francia                                                                   | 2 – 1                                                                     | Portogallo                                                                | Amichevole                                                                | -                                                                         | 46’                                                                       |
| 18-11-2014                                                                | Manchester                                                                | Argentina                                                                 | 0 – 1                                                                     | Portogallo                                                                | Amichevole                                                                | -                                                                         | 66’                                                                       |
| 31-3-2015                                                                 | Estoril                                                                   | Portogallo                                                                | 0 – 2                                                                     | Capo Verde                                                                | Amichevole                                                                | -                                                                         | 79’                                                                       |
| 29-3-2016                                                                 | Leiria                                                                    | Portogallo                                                                | 2 – 1                                                                     | Belgio                                                                    | Amichevole                                                                | -                                                                         | 75’                                                                       |
| 29-5-2016                                                                 | Porto                                                                     | Portogallo                                                                | 3 – 0                                                                     | Norvegia                                                                  | Amichevole                                                                | -                                                                         | 79’                                                                       |
| 2-6-2016                                                                  | Londra                                                                    | Inghilterra                                                               | 1 – 0                                                                     | Portogallo                                                                | Amichevole                                                                | -                                                                         | 46’                                                                       |
| 8-6-2016                                                                  | Lisbona                                                                   | Portogallo                                                                | 7 – 0                                                                     | Estonia                                                                   | Amichevole                                                                | -                                                                         |                                                                           |
| 14-6-2016                                                                 | Saint-Étienne                                                             | Portogallo                                                                | 1 – 1                                                                     | Islanda                                                                   | Euro 2016 - 1º turno                                                      | -                                                                         | 84’                                                                       |
| 18-6-2016                                                                 | Parigi                                                                    | Portogallo                                                                | 0 – 0                                                                     | Austria                                                                   | Euro 2016 - 1º turno                                                      | -                                                                         | 83’                                                                       |
| 22-6-2016                                                                 | Lione                                                                     | Ungheria                                                                  | 3 – 3                                                                     | Portogallo                                                                | Euro 2016 - 1º turno                                                      | -                                                                         | 61’                                                                       |
| 25-6-2016                                                                 | Lens                                                                      | Croazia                                                                   | 0 – 1 dts                                                                 | Portogallo                                                                | Euro 2016 - Ottavi di finale                                              | -                                                                         | 50’                                                                       |
| 6-7-2016                                                                  | Lione                                                                     | Portogallo                                                                | 2 – 0                                                                     | Galles                                                                    | Euro 2016 - Semifinale                                                    | -                                                                         | 74’                                                                       |
| 1-9-2016                                                                  | Porto                                                                     | Portogallo                                                                | 5 – 0                                                                     | Gibilterra                                                                | Amichevole                                                                | -                                                                         | 63’                                                                       |
| 7-10-2016                                                                 | Aveiro                                                                    | Portogallo                                                                | 6 – 0                                                                     | Andorra                                                                   | Qual. Mondiali 2018                                                       | -                                                                         | 66’                                                                       |
| 10-10-2016                                                                | Tórshavn                                                                  | Fær Øer                                                                   | 0 – 6                                                                     | Portogallo                                                                | Qual. Mondiali 2018                                                       | -                                                                         |                                                                           |
| 13-11-2016                                                                | Faro                                                                      | Portogallo                                                                | 4 – 1                                                                     | Lettonia                                                                  | Qual. Mondiali 2018                                                       | -                                                                         | 87’                                                                       |
| 25-3-2017                                                                 | Lisbona                                                                   | Portogallo                                                                | 3 – 0                                                                     | Ungheria                                                                  | Qual. Mondiali 2018                                                       | -                                                                         | 86’                                                                       |
| 28-3-2017                                                                 | Funchal                                                                   | Portogallo                                                                | 2 – 3                                                                     | Svezia                                                                    | Amichevole                                                                | -                                                                         | 79’                                                                       |
| 3-6-2017                                                                  | Estoril                                                                   | Portogallo                                                                | 4 – 0                                                                     | Cipro                                                                     | Amichevole                                                                | -                                                                         | 46’                                                                       |
| 9-6-2017                                                                  | Riga                                                                      | Lettonia                                                                  | 0 – 3                                                                     | Portogallo                                                                | Qual. Mondiali 2018                                                       | -                                                                         |                                                                           |
| 18-6-2017                                                                 | Kazan'                                                                    | Portogallo                                                                | 2 – 2                                                                     | Messico                                                                   | Conf. Cup 2017 - 1º turno                                                 | -                                                                         | 93’                                                                       |
| 18-6-2017                                                                 | Mosca                                                                     | Russia                                                                    | 0 – 1                                                                     | Portogallo                                                                | Conf. Cup 2017 - 1º turno                                                 | -                                                                         |                                                                           |
| 28-6-2017                                                                 | Kazan'                                                                    | Portogallo                                                                | 0 – 0 dts (0 – 3 dtr)                                                     | Cile                                                                      | Conf. Cup 2017 - Semifinale                                               | -                                                                         | 117’                                                                      |
| 2-7-2017                                                                  | Mosca                                                                     | Portogallo                                                                | 2 – 1 dts                                                                 | Messico                                                                   | Conf. Cup 2017 - Finale 3º posto                                          | -                                                                         | 82’                                                                       |
| 31-8-2017                                                                 | Porto                                                                     | Portogallo                                                                | 5 – 1                                                                     | Fær Øer                                                                   | Qual. Mondiali 2018                                                       | -                                                                         | 73’                                                                       |
| 10-10-2017                                                                | Lisbona                                                                   | Portogallo                                                                | 2 – 0                                                                     | Svizzera                                                                  | Qual. Mondiali 2018                                                       | -                                                                         | 75’                                                                       |
| 23-3-2018                                                                 | Zurigo                                                                    | Portogallo                                                                | 2 – 1                                                                     | Egitto                                                                    | Amichevole                                                                | -                                                                         | 62’                                                                       |
| 26-3-2018                                                                 | Ginevra                                                                   | Portogallo                                                                | 0 – 3                                                                     | Paesi Bassi                                                               | Amichevole                                                                | -                                                                         | 46’                                                                       |
| Totale                                                                    |                                                                           | Presenze                                                                  | 29                                                                        |                                                                           | Reti                                                                      | 0                                                                         |                                                                           |

## Palmarès

### Club
- Campionato portoghese: 1

Benfica: 2013-2014
- Coppa del Portogallo: 1

Benfica: 2013-2014
- Coppa di Lega portoghese: 1

Benfica: 2013-2014
- Supercoppa di Spagna: 1

Barcellona: 2016
- Coppa di Spagna: 2

Barcellona: 2016-2017, 2017-2018
- Campionato spagnolo: 1

Barcellona: 2017-2018

### Nazionale
- Campionato d'Europa: 1

Francia 2016

### Individuale
- Squadra della stagione della UEFA Europa League: 1

2013-2014